# 53 Batalion Ochrony Pogranicza
53 Samodzielny Batalion Ochrony Pogranicza – zlikwidowany samodzielny pododdział Wojsk Ochrony Pogranicza pełniący służbę na granicy polsko-czechosłowackiej.

## Formowanie i zmiany organizacyjne
53 Batalion Ochrony Pogranicza sformowany został w 1948 w strukturze 19 Brygady Ochrony Pogranicza, a 41 komendę odcinka WOP przemianowano na batalion Ochrony Pogranicza nr 53 JW 3634 (Zarządzenie SzSG Nr 0039/Org. z 11 sierpnia 1948).
Rozkazem Ministra Obrony Narodowej nr 205/Org. z 4 grudnia 1948, z dniem 1 stycznia 1949, Wojska Ochrony Pogranicza podporządkowano Ministerstwu Bezpieczeństwa Publicznego. Zaopatrzenie batalionu przejęła Komenda Wojewódzka Milicji Obywatelskiej.
Przeformowany 1 stycznia 1951 na 32 batalion Wojsk Ochrony Pogranicza. Dowództwo i sztab batalionu stacjonował w Nowym Targu.

## Struktura organizacyjna
Dyslokacja 53 batalionu OP przedstawiała się następująco :
- komendantura batalionu i pododdziały sztabowe – Nowy Targ
- 256 strażnica Ochrony Pogranicza – Sromowce Wyżne
- 185 strażnica Ochrony Pogranicza – Kacwin
- 186 strażnica Ochrony Pogranicza – Jurgów
- 187 strażnica Ochrony Pogranicza – Łysa Polana
- 188 strażnica Ochrony Pogranicza – Kuźnica.